# ویکتور گورباتکو
ویکتور گورباتکو (به انگلیسی: Viktor Gorbatko) فضانورد اهل اتحاد شوروی بود که در ۳ دسامبر ۱۹۳۴ در سرزمین کراسنودار زاده شد. وی در مأموریت سایوز ۷، سایوز ۲۴، سایوز ۳۷ حضور داشته‌است.
وی در ۱۷ می ۲۰۱۷ درگذشت.

## دوران کودکی تا جوانی
ویکتور گورباتکو در ۳ دسامبر ۱۹۳۴ کراسنودار در شمال قفقاز به دنیا آمد. دوران تحصیلات ابتدایی او در حالی گذشت که شوروی درگیر جنگ با ارتش نازی بود.
گورباتکو در سال ۱۹۵۲ به مدرسه هوانوردی روستوف رفت و در سال ۱۹۵۶ از آنجا فارغ‌التحصیل شد. او پس از فارغ‌التحصیلی به نیروی هوایی ارتش شوروی پیوست.

## پیوستن به گروه فضانوردان
با آغاز عصر فضا، شوروی از میان خلبانان برجسته نیروی هوایی، افرادی را برای آموزش‌های تخصصی فضانوردی انتخاب کرد. گورباتکو یکی از این افراد بود. او در زمره نخستین گروه ۲۰ نفره فضانوردان شوروی قرار گرفت. آموزش‌های فضانوردی او حدود ۹ سال طول کشید.

## سفر به فضا

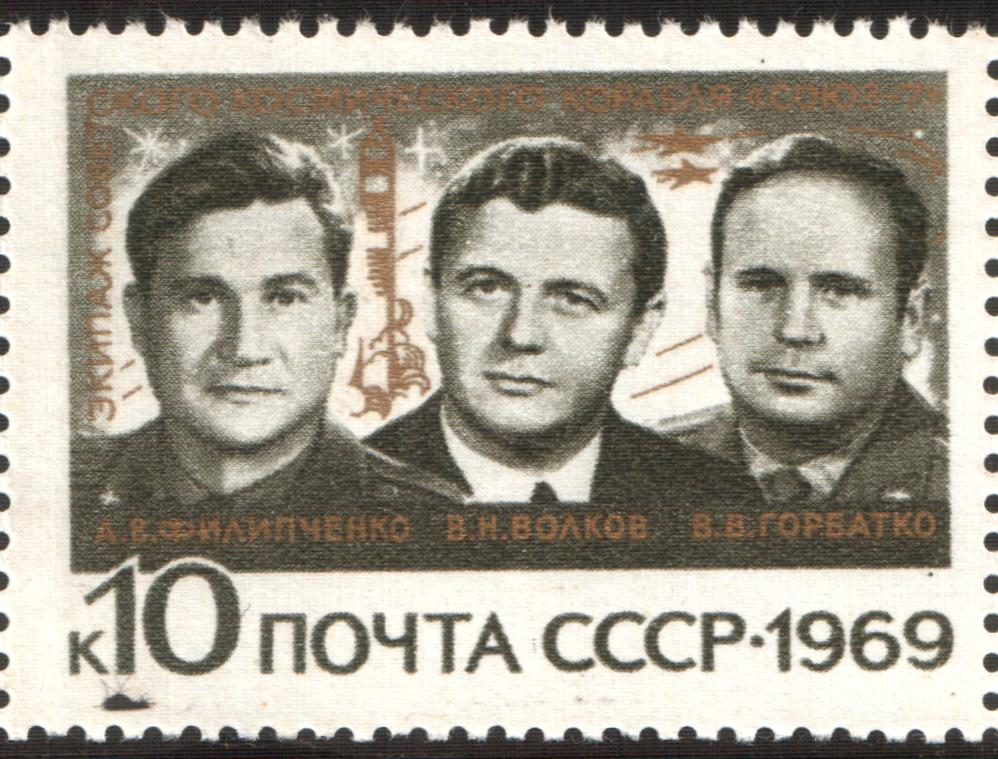
تمبر اتحاد جماهیر شوروی آناتولی فیلیچنکو، ولادیسلاو ولکوف و ویکتور گورباتکو (سایوز 7). Seriesː پروازهای سه‌گانه فضایی با کشتی‌های فضایی سایوز 6 (11-16.10)، سایوز 7 (12-17.10) و سایوز 8 (13-18.10)

ویکتور گورباتکو نخستین سفر فضایی‌اش را در ۱۲ اکتبر ۱۹۶۹ با فضاپیمای سایوز ۷ تجربه کرد. در این سفر ولادیسلاو ولکف و آناتولی فیلیپچنکو او را همراهی می‌کردند. سایوز ۷ مأموریت مشترکی با فضاپیمای سایوز ۶ و سایوز ۸ در مدار زمین انجام داد.
دومین سفر گورباتکو در ۷ فوریه ۱۹۷۷ به مقصد ایستگاه فضایی سالیوت ۵ انجام شد. یوری گلاسکو همسفر گورباتکو در این سفر بود. سالیوت ۵ ماهیتی نظامی داشت. سفر این دو فضانورد حدود ۱۸ روز به طول انجامید.
گورباتکو سومین و آخرین سفر فضایی خود را در ۲۳ ژوئیه ۱۹۸۰ با فضاپیمای سایوز ۳۷ تجربه کرد. او به همراه فام توأم فضانورد ویتنامی به ایستگاه فضایی سالیوت ۶ رفت.